# PIN (zespół muzyczny)
PIN – polski zespół muzyczny z Chorzowa założony w 2003 przez wokalistę Andrzeja Lamperta, gitarzystę Sebastiana Kowola i klawiszowca Aleksandra Woźniaka. W zespole grają również basista Erwin Rudy i perkusista Adam Jendrzyk. Muzycy określają swoją muzykę jako „soft rock”.

## Historia
Swą działalność zespół rozpoczął w 2005 od występu na Mini Recitalu podczas 42. Krajowym Festiwalu Piosenki Polskiej w Opolu. W czerwcu 2005 wydał debiutancki singiel „Bo to co dla mnie”, który stał się Przebojem Lata 2005, a w następnym roku znalazł się na składance TOPtrendy 2006. 20 sierpnia 2005 muzycy wydali swój debiutancki album pt. 0001, na którym – poza singlem „Bo to co dla mnie” – umieścili m.in. drugi singiel, „Odlot aniołów” oraz utwór „2 kwietnia 2005”, poświęcony papieżowi Janowi Pawłowi II. W tym samym roku rozpoczęli działalność koncertową, zagrali m.in. Festiwalu Jedynki w Sopocie oraz na koncercie bożonarodzeniowym Święta, święta, na którym wykonali pastorałkę „Święty czas”, polską wersję piosenki Cliffa Richardsa „Mistletoe and Wine”. W listopadzie 2005 Radio WAWA przyznało zespołowi nominację do nagrody Złote Dzioby w kategorii debiut roku.
W 2006 zespół po raz kolejny wystąpił na Festiwalu Jedynki w Sopocie, a ich piosenka „Wina mocny smak” znalazła się na czwartym miejscu. 28 października 2007 muzycy zagrali koncert na Festiwalu Stróżów Poranka w Chorzowie, gdzie gościem specjalnym zespołu był Mirosław Breguła z zespołu Universe. Rok 2006 i 2007 upłynął zespołowi także na pracy nad nową płytą, efektem czego był wydany 29 sierpnia 2008 album pt. Muzykoplastyka, który promowali m.in. singlem „Niekochanie”, który stała się jednym z hitów lata tego roku, zajął siódme miejsce w plebiscycie na Przebój Lata 2008 RMF FM, znalazł się wśród 11 propozycji do festiwalu w Sopocie oraz stał się utworem promującym film Szymona Jakubowskiego Jak żyć?, a także znalazł się w ścieżce dźwiękowej serialu Barwy szczęścia oraz znalazł się na 16. miejscu w plebiscycie Hit roku 2008 RMF FM. Drugim singlem promującym płytę było nagranie „Pójdę pod wiatr, jak najdalej”, a trzecim – „Wino i śpiew”.
W 2008 zespół uzyskał nominację do przyznawanej przez Radio Wawa nagrody Złotych Dziobów w kategorii Zespół Roku. 9 października muzycy uczestniczyli w uroczystości odsłonięcia gwiazdy Marka Grechuty w Alei Gwiazd RMF FM w Krakowie pod Wawelem, gdzie wykonali dwie piosenki artysty. W lutym 2009 gościnnie wystąpili z utworem „Niekochanie” w programie Piosenka dla Europy 2009, stanowiącym polskie eliminacje do 54. Konkursu Piosenki Eurowizji. 18 kwietnia 2009, reprezentowali Polskę podczas finału Festiwalu Piosenki Krajów Nadbałtyckich w Karlshamn, na którym otrzymali nagrodę publiczności. 24 kwietnia, podczas gali Eska Music Awards 2009 otrzymali pierwszą w swojej karierze nagrodę w kategorii Video Roku za teledysk do piosenki „Niekochanie”. 17 października 2009 w Teatrze Rozrywki w Chorzowie zagrali koncert PIN klasycznie z udziałem Orkiestry Akademii Beethoveniowskiej z Krakowa oraz Katarzyny Oleś-Blachy w ramach Inauguracji Roku Kulturalnego miasta Chorzów. Następnego dnia w katowickim Spodku wystąpili podczas Memoriału Agaty Mróz-Olszewskiej, na którym zagrali w siatkówkę oraz dali koncert. 25 listopada zakwalifikowali się z utworem „PIN Lady” do finału Krajowych Eliminacji do Konkursu Piosenki Eurowizji 2010, jednak ostatecznie zrezygnowali z udziału w selekcjach, tłumacząc się „koniecznością reorganizacji harmonogramu nagrań ich nowego albumu oraz modyfikacją planów promocyjnych i koncertowych”.
23 lutego 2010 otrzymali nagrodę Złotego Dzioba Radio Wawa w kategorii zespół roku. 3 maja TVP2 wyemitowała odcinek programu Szansa na sukces, w którym byli jurorami. 24 maja 2011 wydali trzeci album pt. Film o sobie. Pod koniec 2011 zawiesili swoją działalność artystyczną.
W 2020 grupa wznowiła działalność i wystąpiła z utworem „Samotny dryf” na koncercie Premier na 57. KFPP w Opolu.

## Dyskografia

### Albumy
| Rok  | Tytuł                                                               | Pozycja na liście |
| Rok  | Tytuł                                                               | POL               |
| ---- | ------------------------------------------------------------------- | ----------------- |
| 2005 | 0001 - Data: 22 sierpnia 2005 - Wydawca: Pomaton EMI                | 38                |
| 2008 | Muzykoplastyka - Data: 29 sierpnia 2008 - Wydawca: EMI Music Poland | 34                |
| 2011 | Film o sobie - Data: 24 maja 2011 - Wydawca: EMI Music Poland       | 43                |

### Single
| Rok  | Singel                          | Pozycje na listach | Pozycje na listach | Pozycje na listach | Album          |
| Rok  | Singel                          | LP3                | RMF                | SLiP               | Album          |
| ---- | ------------------------------- | ------------------ | ------------------ | ------------------ | -------------- |
| 2005 | „Bo to co dla mnie”             | –                  | –                  | 22                 | 0001           |
| 2006 | „Odlot aniołów”                 | 31                 | –                  | –                  | 0001           |
| 2006 | „Wina mocny smak”               | 37                 | –                  | –                  | Muzykoplastyka |
| 2008 | „Niekochanie”                   | –                  | 1                  | 13                 | Muzykoplastyka |
| 2008 | „Pójdę pod wiatr, jak najdalej” | –                  | 1                  | –                  | Muzykoplastyka |
| 2009 | „Wino i śpiew”                  | –                  | 1                  | –                  | Muzykoplastyka |
| 2009 | „Konstelacje”                   | –                  | 1                  | –                  | Film o sobie   |
| 2011 | „Film o sobie”                  | –                  | 2                  | –                  | Film o sobie   |
| 2011 | „Na pustej drodze”              | –                  | 1                  | –                  | Film o sobie   |
| 2020 | „Samotny dryf”                  | –                  | –                  | –                  |                |

### Kompilacje
- 2005 – Święta, święta 3; pastorałka „Święty czas” [wyd. Polskie Radio]
- 2006 – Radio ZET Czułe Granie; piosenka „Odlot aniołów” [wyd. EMI Music PL]
- 2006 – TOP-Trendy 2006; piosenka „Bo to co dla mnie” [wyd. Dream Music/ EMI Music PL]
- 2006 – Tylko mnie kochaj; piosenka „Bo to co dla mnie” [wyd. EMI Music PL]
- 2008 – Barwy szczęścia Soundtrack; piosenka pt. „Niekochanie” / PIN [wyd. Sony BMG]
- 2008 – Jak żyć? Soundtrack; piosenka pt. „Niekochanie” / PIN [wyd. EMI Music PL]
- 2008 – RMF FM – Muzyka najlepsza pod słońcem 2008; piosenka „Niekochanie” [wyd. EMI Music PL]
- 2009 – ESKA Biało-Czerwoni; piosenka pt. „Niekochanie” / PIN [wyd. EMI Music PL]
- 2009 – RMF FM muzyka najlepsza pod słońcem; piosenka pt. „Konstelacje” / PIN [wyd. EMI Music PL]
- 2009 – The Best Polish Love Songs... Ever!; piosenka pt. „Niekochanie” / PIN [wyd. EMI Music PL]
- 2011 – RMF FM Najlepsza muzyka 2011; piosenka pt. „Na pustej drodze” / PIN [wyd. EMI Music PL]
- 2011 – RMF FM Polskie przeboje; piosenka pt. „Film o sobie” / PIN [wyd. EMI Music PL]

## Teledyski
- 2005 – „Bo to co dla mnie”
- 2006 – „Wina mocny smak”
- 2008 – „Niekochanie”
- 2008 – „Niekochanie” wersja filmowa
- 2008 – „Pójdę pod wiatr, jak najdalej”
- 2009 – „Konstelacje”
- 2011 – „Film o sobie”
- 2020 – „Samotny dryf”

## Nagrody
- 2009 – Nagroda Publiczności, Festiwal Piosenki Krajów Nadbałtyckich w Karlshamn
- 2009 – Nagroda Eska Music Award 2009 w kategorii Video Roku do piosenki „Niekochanie”
- 2010 – Nagroda Radia Wawa „Złoty Dziób” (Zespół roku 2009)

### Nominacje
- Zespół Roku – Superjedynki 2009
- Przebój Roku („Niekochanie”, „Pójdę pod wiatr jak najdalej”, „Wino i śpiew”) – Superjedynki 2009
- Płyta Roku (Muzykoplastyka) – Superjedynki 2009